# 88 f.Kr.

## Händelser

### Efter plats

#### Romerska republiken
- Bundsförvantskriget (bellum sociale), som har rasat sedan 91 f.Kr., tar slut när romarna besegrar sina italiska bundsförvanter i övriga Italien.
- Romarrikets första inbördeskrig utbryter genom ett demokratiskt uppror under Marius. Demokraterna under folktribunen P. Sulpicius Rufus krossas dock av de konservativa under Sulla, varvid Marius flyr till Africa. Några italienska städer förstörs, däribland Feorlì som dock återuppbyggs av praetorn Livius Clodius efteråt.

#### Grekland
- Kung Mithridates VI Eupator av Pontos leder grekerna i ett fälttåg mot det romerskt styrda Grekland.

## Avlidna
- Marcus Aemilius Scaurus, romersk politiker
- Publius Sulpicius Rufus, romersk tribun
- Mithridates II, kung av Partien